# Giannis Papanikolaou
Ioannis „Giannis“ Papanikolaou (griechisch Γιάννης Παπανικολάου; * 18. November 1998 in Athen) ist ein griechischer Fußballspieler, der im defensiven Mittelfeld und im zentralen Mittelfeld für den Süper-Lig-Verein Çaykur Rizespor und die Griechische Nationalmannschaft spielt.

## Karriere

### Vereine
Am 23. April 2017 gab Papanikolaou sein offizielles Debüt für AO Platanias bei einer 1:3-Heimniederlage gegen PAOK als er in er 81. Minute eingewechselt wurde. Am 5. November 2017 erzielte er sein erstes Profitor bei einer 1:5-Auswärtsniederlage gegen Olympiakos Piräus.
Am 11. Juni 2019 gab Panionios offiziell die Verpflichtung von Papanikolaou ablösefrei bekannt. Der junge Flügelspieler, der während der Saison 2018/19 31 Einsätze hatte, vier Tore erzielte und fünf Vorlagen gab, schloss sich dem Verein an, nachdem er sich geweigert hatte, seinen Vertrag mit Platanias zu verlängern.
Am 11. August 2020 wechselte Papanikolaou zum polnischen Ekstraklasa-Verein Raków Częstochowa und unterschrieb einen Vertrag bis Ende Juni 2021 mit einer Option auf eine vierjährige Verlängerung des Vertrags. Am 8. Februar 2021 gab der Verein bekannt, die Option genutzt zu haben und seinen Vertrag bis Ende Juni 2025 verlängert zu haben. Am 12. Februar 2022 eröffnete er das Tor mit einem Schuss in die linke Ecke bei einem Auswärtssieg von 1:0 gegen Radomiak Radom in der 20. Sekunde des Spiels. Es war sein erstes Tor für den Verein in allen Wettbewerben.
Papanikolaou feierte sein internationales Debüt am 22. Juli 2021 in der 2. Qualifikationsrunde der UEFA Europa Conference League 2021/22 beim 0:0 gegen den Sūduva Marijampolė aus Litauen. Raków Częstochowa setzte sich im Elfmeterschießen mit 4:3 durch. Insgesamt kommt er in der Saison 2021/22 auf 6 internationale Einsätze. Die weiteren Gegner in der Qualifikationsphase waren Rubin Kazan und KAA Gent.

### Nationalmannschaft
Papanikolaou wurde von der griechischen Nationalmannschaft für die UEFA-Nations-League-Spiele 2022/23 gegen Nordirland am 2. Juni 2022, gegen Kosovo am 5. Juni 2022 und am 12. Juni 2022 sowie gegen Zypern am 9. Juni 2022 nominiert. Auch bei der Fußball-Europameisterschaft 2024/Qualifikation kam er am 10. September 2023 zum Einsatz beim Heimspiel in der OPAP Arena gegen Gibraltar, welches Griechenland mit 5:0 gewann.

## Erfolge
Raków Częstochowa
- Polnischer Meister: 2022/23
- Polnischer Fußballpokal: 2020/21, 2021/22
- Polnischer Superpokalsieger: 2021/22, 2022/23